# 지미 블랜턴
지미 블랜턴(Jimmy Blanton, 1918년 10월 5일 ~ 1942년 7월 30일)은 미국의 재즈 콘트라베이스 연주자다.
테네시주 채터누가에서 태어났다. 겨우 23세의 나이에 결핵에 걸려 세상을 떴으나, 재즈에서 베이스의 역할을 일변시킨 재즈계의 거인이다. 만 2년간을 듀크 엘링턴 악단에서 활약하였음에 불과하나, 그가 있었던 시대의 레코드는 찬란한 빛을 내었다. 오스카 페티포드, 찰스 밍거스, 레이 브라운 등 현대 콘트라베이스 주자는 모두 그의 영향을 받았으며, 모던 베이스의 아버지라는 말을 듣기도 하였다.